# プレイヤー・ピアノ
『プレイヤー・ピアノ』（Player Piano）はアメリカの作家カート・ヴォネガット・ジュニアによる1952年のディストピアSF小説。ヴォネガットの作品としては最初に出版された長編小説である。

## あらすじ
発達した機械によって人間の仕事の殆どが肩代わりされ、知能によって人間が階級化された近未来社会。イリアム製作所の所長ポール・プロデュースは偉大な父ジョージ・プロデュース博士の息子で将来を渇望されているエリートだが、時代の流れや自分の状況に言い知れない不安と不満を覚えている。
かつての同僚で、ワシントンで働いていたエドワード・フィナティーと再会したポールは、酒場で出会った牧師ジェイムズ・ラッシャーらと会話するうちに、自分が社会体制への反抗心を持っていることに気がつく。ポールは古い農場を購入し、現代文明から離れて生活したいと考えるが、妻アニータには理解されない。
やがてフィナティーとラッシャーはポールを、反機械革命を企てる組織「幽霊シャツ党」に引き込む。ポールは組織の代表に祭り上げられるが、警察の捜査によってポールは逮捕される。しかしポールの裁判が終わった時、市民たちは機械を無差別に打ち壊す暴動を起こす。

## 用語
イリアム
ニューヨーク州に存在する架空の街。イロコイ川を経て南北に分かれており、北部は機械とそれを管理する知的エリートが住み、南部はそれ以外の大半の市民が住む。
『猫のゆりかご』などヴォネガットの他の作品にも舞台として登場する。

## 註釈
1. ↑  ヴォネガットの作家デビュー自体は、1950年に『コリアーズ』誌に掲載された短編「バーンハウス効果に関する報告書」である。